# Нефедьева, Антонина Ивановна
Антонина Ивановна Нефедьева (1921—2014) — советский и российский учёный-физик, педагог, специалист в области фундаментальной астрометрии, доктор физико-математических наук (1973), профессор (1983). Заслуженный профессор КГУ (2006). Заслуженный деятель науки ТАССР (1990). Член Международного астрономического союза (1970).

## Биография
Родилась 29 мая 1921 года в Саранске.
С 1937 по 1942 год обучалась на физико-математическом факультете Казанского университета, который окончила с отличием. С 1944 по 1946 год обучалась в аспирантуре при этом факультете.
С 1942 года на научно-исследовательской работе в Астрономической обсерватории имени В. П. Энгельгардта в должностях — младший научный сотрудник, старший
научный сотрудник и с 1956 по 2007 год — заведующая астрометрическим отделом этой обсерватории. Одновременно с научной, с 1942 года занималась и педагогической работой в Казанском университете и одновременно с 1953 года в Казанском государственном педагогическом институте в должностях: ассистента, доцента и профессора.
В 1946 году А. И. Нефедьева была утверждена в учёной степени кандидат физико-математических наук по теме: «Метод надира для абсолютных определений склонений», в 1973 году — доктор физико-математических наук по теме: «Астрономическая рефракция». В 1983 году приказом ВАК ей было присвоено учёное звание — профессор. В 2006 году ей было присвоено почётное звание — Заслуженный профессор КГУ

## Научно-педагогическая деятельность
Основная научно-педагогическая и исследовательская деятельность А. И. Нефедьевой связана с вопросами в области фундаментальной астрометрии. Под руководством Нефедьевой была разработана новая
теория астрономической рефракции, ей были составлены таблицы, на основе аэрологических данных которых были определены наклоны слоев воздуха одинаковой плотности на различных высотах атмосферы и для различных областей на поверхности Земли. А. И. Нефедьева была участницей разработки российских и международных программ по определению координат звёзд и составлению
звёздных каталогов. С 1970 года член Международного астрономического союза.
А. И. Нефедьева является автором более 120 научных работ, в том числе многочисленных  монографий и учебников, в том числе таких как «Астрономическая рефракция» (1973), «Фундаментальная астрометрия» (1989: ISBN 5-7464-0147-1), «Служба вращения Земли» (1994: ISBN 5-7464-1005-5), «Космический эксперимент HIPPARCOS» (2002: ISBN 5-900044-95-5).
В 1990 году ей было присвоено почётное звание — Заслуженный деятель науки ТАССР.

## Семья
Супруг - Нефедьев, Анатолий Алексеевич (1910-1976).

## Награды
- Медаль «Ветеран труда» (1983),
- Медаль «За доблестный труд в Великой Отечественной войне 1941—1945 гг.» (1994)

### Звание
- Заслуженный деятель науки ТАССР (1990)